# Canada First
Le parti Canada First (« le Canada d'abord ») est né dans les années 1870 à Toronto pour promouvoir l'émergence d'une identité canadienne pour la jeune nation. Il est fondé par George Denison (en), William Foster (en), Charles Mair et par Robert Grant Haliburton. Et on trouve parmi ses premiers supporters Goldwin Smith et Edward Blake. Ce mouvement fut fortement contesté par les partisans du maintien de liens forts avec le Royaume-Uni, bien que Canada First n'ait jamais réellement proposé une rupture. Smith et Blake finirent par retirer leur soutien au groupe, préférant dans le cas de Smith soutenir une annexion directe par les États-Unis.